# براندون آدامز
براندون آدامز (انگلیسی: Brandon Adams (poker player)؛ زادهٔ ۱۲ دسامبر ۱۹۷۸) یک بازیکن پوکر، و رمان‌نویس اهل ایالات متحده آمریکا است.